# Diocesi di Verden

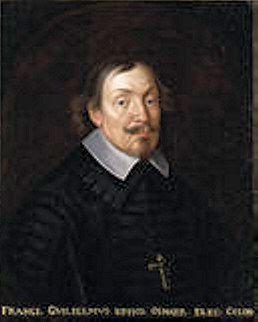
L'ultimo vescovo cattolico di Verden, il cardinale Franz Wilhelm von Wartenberg.

La diocesi di Verden (in latino Dioecesis Verdensis) è una sede soppressa della Chiesa cattolica in Germania ed un antico principato ecclesiastico del Sacro Romano Impero.

## Territorio
La diocesi comprendeva parte dell'odierno land della Bassa Sassonia. Era compresa fra le diocesi di Ratzeburg, di Havelberg, di Halberstadt, di Hildesheim, di Minden e di Brema-Amburgo.
Sede vescovile era la città di Verden, dove si trovava la cattedrale della Beata Vergine Maria. Dopo il 1195, con l'istituzione del principato ecclesiastico, i vescovi trasferirono la loro residenza a Rotenburg, mentre la cattedrale ed il capitolo dei canonici rimasero a Verden.

## Storia
La diocesi fu eretta nel 786.
Nel 1180, in seguito alla dissoluzione del ducato di Sassonia, l'imperatore concesse ai vescovi di Verden il potere temporale.
Dopo la metà del XVI secolo la sede di Verden fu amministrata da vescovi luterani. Il rappresentante del vescovo luterano (il futuro Federico III di Danimarca, allora principe) fu espulso il 26 maggio 1629 dalla Lega Cattolica in seguito all'Editto di Restituzione.
Gli succedette il cattolico Franz Wilhelm von Wartenberg, che però fu deposto ed espulso nel 1631, quando la diocesi fu occupata dai conquistatori svedesi. Termina in questo modo la gerarchia cattolica di Verden.
Seguirono vescovi luterani finché, con la pace di Vestfalia del 1648, la diocesi fu soppressa e il principato ecclesiastico fu secolarizzato, diventando il ducato di Brema-Verden.

## Cronotassi dei vescovi
- Patto † (785 - 30 marzo 788 deceduto)
- Tanko † (788 - 16 dicembre 808 deceduto)
- Haruth † (circa 808 - 15 luglio 830 deceduto)
- Haligad † (agosto 830 - 21 gennaio 841 deceduto)
- Walter † (maggio 841 - 7 settembre circa 865 deceduto)
- Herluf † (circa 865 - 10 maggio 874 deceduto)
- Wigbert † (prima del 4 marzo 875 - 8 settembre 908 deceduto)
- Bernhard † (908 - 20 ottobre 913 deceduto)
- Adalward † (916 - 27 ottobre 933 deceduto)
- Amelung di Sassonia † (933 - 5 maggio 962 deceduto)
- Bruno di Sassonia † (962 - 7 marzo 976 deceduto)
- Erp † (maggio 976 - 19 febbraio 993 deceduto)
- Bernhard † (dicembre 993 - 25 luglio 1014 deceduto)
- Wigger † (1º settembre 1014 - 16 agosto 1031 deceduto)
- Dietmar † (ottobre 1031 - 26 giugno 1034 deceduto)
- Bruno II di Walbeck † (luglio 1034 - 20 agosto 1049 deceduto)
- Siegbert † (1049 - 9 ottobre 1060 deceduto)
- Richbert † (1060 - 29 novembre 1084 deceduto)
- Hartwig † (prima di aprile 1085 - 14 ottobre 1097 deceduto)
- Mazo † (1097 - 24 ottobre 1116 deceduto)
- Dietmar † (1116 - 23 settembre 1148 deceduto)
- Hermann † (1149 - 11 agosto 1167 deceduto)
- Hugo † (1167 - 1º marzo 1180 deceduto)
- Tammo † (1180 - 7 dicembre 1188 deceduto)
- Rudolf † (1189 - 29 maggio 1205 deceduto)
- Iso von Wölpe † (1205 - 5 agosto 1231 deceduto)
- Luder von Borch † (1231 - 28 giugno 1251 deceduto)
- Gerhard von Hoya † (1251 - 4 maggio 1269 deceduto)
- Konrad von Braunschweig-Lüneburg † (30 agosto 1275 - 15 settembre 1300 deceduto)
- Friedrich von Honstädt † (1300 - 9 gennaio 1312 deceduto)
- Nikolaus von Kesselhut † (1312 - 11 febbraio 1331 deceduto)
- Johannes Hake (Westerhold) † (27 marzo 1331 - 10 ottobre 1341 nominato vescovo di Frisinga)
  - Johannes Hake (Westerhold) † (10 ottobre 1341 - 25 giugno 1342 dimesso) (amministratore apostolico)
- Daniel von Wichtrich, O.Carm. † (27 novembre 1342 - 7 marzo 1364 deceduto)
- Gerhard von Berg † (27 maggio 1364 - 20 agosto 1365 nominato vescovo di Hildesheim)
- Rudolf Rühle † (20 agosto 1365 - 3 luglio 1368 deceduto)
- Heinrich von Langeln † (8 gennaio 1369 - 23 gennaio 1381 deceduto)
- Johann von Zesterfleth † (1381 - 11 dicembre 1388 deceduto)
- Otto von Braunschweig-Lüneburg † (5 maggio 1389 - 2 ottobre 1395 nominato arcivescovo di Brema)
- Dietrich von Niem † (31 luglio 1396 - 1398 dimesso)
- Konrad von Soltau † (8 agosto 1399 - 11 gennaio 1407 deceduto)
- Ulrich von Albeck † (12 agosto 1407 - 1409 deposto)
- Heinrich von Hoya † (2 settembre 1409 - 1426 dimesso)
- Johannes von Asel † (22 maggio 1426 - 1470 dimesso)
- Berthold von Landsberg † (19 maggio 1470 - 4 maggio 1502 deceduto)
- Christoph von Braunschweig-Lüneburg † (7 giugno 1503 - 4 dicembre 1511 nominato arcivescovo di Brema)
  - Christoph von Braunschweig-Lüneburg † (4 dicembre 1511 - 22 gennaio 1558 deceduto) (amministratore apostolico)
  - Georg von Braunschweig-Lüneburg † (14 febbraio 1561 - 4 dicembre 1566 deceduto) (amministratore apostolico)
  - Vescovi luterani (1566-1630)
- Franz Wilhelm von Wartenberg † (26 gennaio 1630 - 1631 espulso)